# Daphnis (satelit)
Daphnis este un satelit interior al lui Saturn. Este cunoscut și sub numele de Saturn XXXV ; denumirea sa provizorie a fost S/2005 S 1.   Daphnis are un diametru de aproximativ 8 kilometri și orbitează planeta în Golul Keeler în inelul A.

## Numire
Satelitul a fost numit în 2006 după Dafnis, un păstor, cântăreț și și poet pastoral în mitologia greacă ;  era descendent al Titanilor, după care sunt numiți cei mai mari sateliți ai lui Saturn. Atât Daphnis, cât și Pan, singurul alt satelit păstor cunoscut care orbitează în inelele principale ale lui Saturn, sunt numiți după figuri mitologice asociate cu păstorii.

## Descoperire
Înainte de a fi fotografiat, existența unui satelit în poziția lui Daphnis a fost deja dedusă din ondulările gravitaționale observate pe marginea exterioară a Golului Keeler.

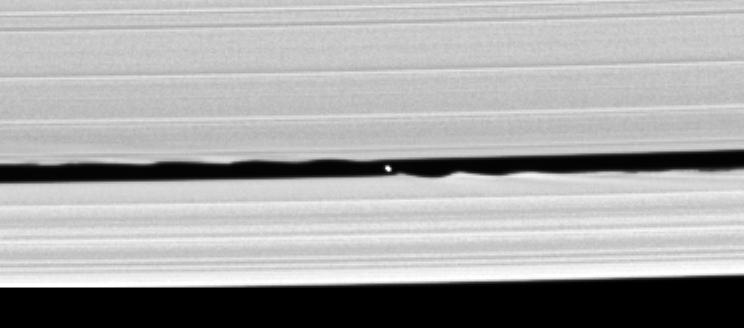
Daphnis a fost văzut ca un disc pentru prima dată în această imagine a sondei Cassini din 2005. Ondulările gravitaționale de pe marginile inelelor, care mai devreme sugeraseră prezența satelitului, sunt clar vizibile.

Descoperirea lui Daphnis a fost anunțată Cassini Imaging Science Team Arhivat în 20 mai 2011, la Wayback Machine. pe 6 mai 2005.  Imaginile de descoperire au fost făcute de sonda Cassini timp de 16 minute pe 1 mai 2005, dintr-o secvență time-lapse de expuneri de 0,180 secunde ale camerei cu unghi îngust ale marginii exterioare a inelului A. Satelitul a fost găsit ulterior în 32 de imagini cu fază joasă î cu inelul F pe 13 aprilie 2005 (cu o durată de 18 minute) și din nou în două imagini de înaltă rezoluție (3,54 km/ pixel ) cu fază joasă făcute pe 2 mai 2005, când discul său de 7 km a fost rezolvat.

## Orbită
Înclinația și excentricitatea orbitei lui Daphnis sunt foarte mici, dar se disting de zero. Ambele, în special înclinația, sunt semnificativ mai mari decât cele ale lui Pan (lsatelit mai mare care formează Golul Encke ). Excentricitatea lui Daphnis face ca distanța sa față de Saturn să varieze cu ~9 km, iar înclinarea lui îl face să se miște în sus și în jos cu ~17 km. Golul Keeler, în interiorul căruia Daphnis orbitează, are aproximativ 42 km în lățime.

## Efectul asupra inelelor lui Saturn

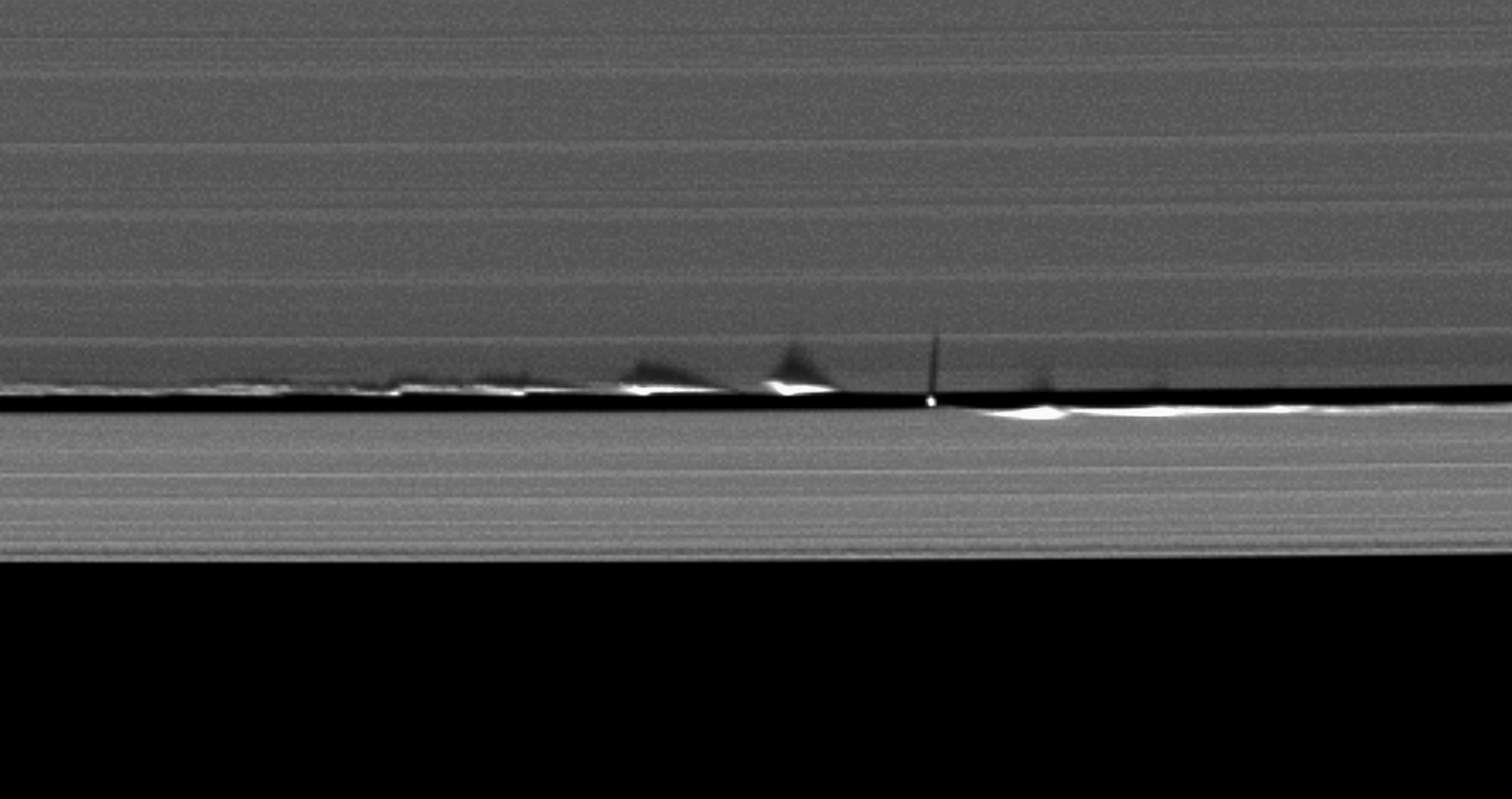
Undele pe care Daphnis le induce în apropierea sa în inelul A au relief vertical (datorită înclinației sale orbitale) și face umbre atunci când Saturn este aproape de echinocțiul său.

Daphnis orbitează în interiorul Golului Keeler din inelele lui Saturn. Pe măsură ce orbitează, creează ondulații gravitaționale pe marginile golului, pe măsură ce particulele inelului sunt atrase către satelit și apoi cad înapoi spre inel. Undele făcute de satelit pe marginea interioară a golului îl preced pe orbită, în timp ce cele de pe marginea exterioară rămân în urma lui, din cauza diferențelor de viteză orbitală relativă. Într-o fotografie făcută pe 18 ianuarie 2017, se poate vedea un fir de particule inelare extinzându-se spre satelit; conform JPL, „acesta poate să fi rezultat dintr-un moment în care Daphnis a scos un pachet de material din inel, iar acum acel pachet se întinde singur.” 

## Caracteristici fizice
Pe 18 ianuarie 2017, Daphnis a fost fotografiat de la o distanță suficient de apropiată pentru a-i dezvălui forma. S-a descoperit că satelitul este un obiect de formă neregulată, cu o suprafață în mare parte netedă, câteva cratere și o creastă ecuatorială. 